# Nguyễn Kim Khanh
Nguyễn Kim Khanh (sinh năm 1946) là một Thiếu tướng Quân đội nhân dân Việt Nam. Ông từng giữ chức vụ Phó Tư lệnh Bộ đội Biên phòng, đại biểu Quốc hội Việt Nam khóa XI, thuộc đoàn đại biểu Bình Phước.

## Thân thế và sự nghiệp
Ông sinh ngày 21 tháng 5 năm 1946 tại Xã Lô Giang, huyện Đông Hưng, Thái Bình
Ông từng giữ chức Phó chủ nhiệm Uỷ ban Quốc phòng và An ninh
Năm 2000, bổ nhiệm giữ chức Phó Tư lệnh Bộ đội Biên phòng,
Tháng 12 năm 2007, ông nghỉ hưu
Thiếu tướng (2000)